# I fratelli conquistano New Orleans
I fratelli conquistano New Orleans (Brothers Take New Orleans) è un docu-reality statunitense, andato in onda nel 2016 su HGTV e trasmesso in Italia dalla versione italiana della rete.

## Format
La trasmissione segue l'attività dei gemelli Jonathan e Drew Scott, nelle ristrutturazioni di due abitazioni a New Orleans, in Louisiana. Ciascuno dei due fratelli ha solamente 100.000 dollari di budget e quattro settimane di tempo per completare le rispettive ristrutturazioni previste dalla sfida. Alla fine di ognuno dei quattro episodi, alcuni giudici valutano i singoli rinnovamenti come le cucine o i salotti mentre al termine del restauro degli immobili, degli agenti immobiliari locali stimano il prezzo di vendita.

## Episodi
| Stagione       | Puntate | Prima TV USA | Prima TV Italia |
| -------------- | ------- | ------------ | --------------- |
| Prima stagione | 4       | 2016         | 2017            |

### Stagione 1
| nº | Titolo                  | Prima TV USA | Prima TV Italia |
| -- | ----------------------- | ------------ | --------------- |
| 1  | Benvenuti a casa!       | 2016         | 2017            |
| 2  | Cucine in sfida         | 2016         | 2017            |
| 3  | Buone notizie in arrivo | 2016         | 2017            |
| 4  | La finale               | 2016         | 2017            |